# Comté de Biggenden
Le comté de Biggenden est une zone d'administration locale au sud-est du Queensland en Australie.
Outre Biggenden, le comté comprend les villages de Coulstoun Lakes, Dallarnil, Didcot and Degilbo.
Il abrite le parc national du mont Walsh et le barrage et le lac Paradise.